# Ka'ahumanu

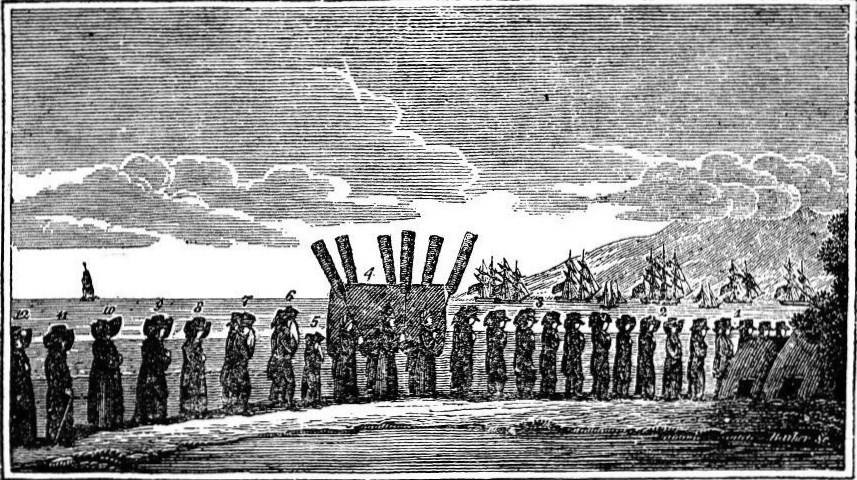
Kaʻahumanu, en la procesión funeral de la Reina Keōpūolani, 1823.

Kaʻahumanu, formalmente Elizabeth Kaʻahumanu, (1768-1832), reina consorte del Reino de Hawái. Nació el 17 de marzo del año 1768 en la isla hawaiana de Maui, hija de los Grandes Jefes Keʻeaumoku Pāpaʻiahiahe de Kauaʻi y NāmāhānaʻiʻKaleleokalani de Maui. Keʻeaumoku era el consejero real de Kamehameha I, con quien Kaʻahumanu fue prometida en matrimonio a los 13 años. Kamehameha tenía numerosas esposas, pero Kaʻahumanu se convirtió en su favorita. Ella fue quien animó a su marido a la guerra por la unificación de las islas, y luchó por los derechos de las nativas hawaianas. Ella conspiró con Keōpūolani, reina regente bajo el gobierno de su hijo Kamehameha II, para comer en la misma mesa con el joven rey, rompiendo con una importante kapu y cambiando las reglas de la sociedad hawaiana.

## Abrazando el cristianismo
En abril de 1824 Kaʻahumanu reconoció en público abrazar el Cristianismo protestante y animó a sus súbditos a ser bautizados en la fe. Ese mismo año, ella presentó a Hawái el primer cuerpo de leyes modelado en la ética y los valores cristianos. Kaʻahumanu fue bautizada el 5 de diciembre de 1825 en el sitio donde hoy se encuentra la Iglesia de Kawaiahaʻo.
Los misioneros protestantes persuadieron a Kaʻahumanu de que la Iglesia Católica, que estableció la Catedral de Nuestra Señora de la Paz, debía ser suprimida de la isla. El 7 de julio de 1827 ella ordenó a los misioneros católicos que se marcharan. En 1830 Kaʻhumanu firmó una legislación que prohibía la enseñanza católica y amenazó con desterrar a cualquiera que violara tal ley.

## Estableciendo relaciones con Estados Unidos
Kaʻahumanu negoció el primer tratado entre el Reino de Hawái y los Estados Unidos que tenían como presidente en ese entonces a John Quincy Adams. En dicho tratado, los nativos hawaianos asumían la responsabilidad de tener deudas con los estadounidenses, y que pagarían la cuenta de 150.000 $. Este documento era también un tratado de libre cambio, asegurando que los estadounidenses tenían derechos de entrar en todos los puertos hawaianos para negociar. Los estadounidenses exigieron también derechos para demandar en las cortes hawaianas y para ser protegidos por las leyes hawaianas.

## Kaumualiʻi de Kauaʻi
Cuando su esposo murió, Kaʻahumanu temió que la isla de Kauaʻi, debido a que nunca fue completamente conquistada por Kamehameha, terminaría con sus relaciones con el resto del reino. El 9 de octubre de 1821 Kaʻahumanu secuestró al Aliʻi Aimoku (rey) de las islas de Kauaʻi y Niʻihau, Kaumualiʻi, y se casó con él por la fuerza. Con posterioridad a la muerte de Kaumualiʻi, contrajo matrimonio con el hijo de éste, Aaron Kealiʻiahonui.

## El fin de su reinado
En 1827 Kaʻahumanu comenzó a sentirse mal y su salud comenzó a declinar constantemente. Murió el 5 de junio de 1832. En su honor, los misioneros imprimieron una copia del Nuevo Testamento en lenguaje hawaiano. Su funeral se celebró en la Iglesia de Kawaiahaʻo que ella había designado la "Abadía de Westminster de Hawái". La ceremonia fue presidida por Hiram Bingham. Sus restos fueron depositados en los terrenos del Palacio ʻIolani, pero después fueron trasladados al Mausoleo Real.

## Otros datos
- Al igual que su primer esposo, el rey Kamehameha, era de gran corpulencia. Se dice que pesaba más de 100 kilos y medía 1.80 m.
- Su nombre significa "Capa de pájaro" o "Capa de ave".[2]
- Kalākua Kaheiheimālie y Nāmāhāna Piʻia, sus hermanas de padre y madre, también fueron otras de las esposas de Kamehameha I.

## Ancestros
|  |                                                           |  |  |  |  |  |  |  |  |  |  |  |  |  |  |  |
|  | 16. Gran Jefe Kuakahilau de Kauaʻi                        |  |  |  |  |  |  |  |  |  |  |  |  |  |  |  |
|  |                                                           |  |  |  |  |  |  |  |  |  |  |  |  |  |  |  |
|  |                                                           |  |  |  |  |  |  |  |  |  |  |  |  |  |  |  |
|  | 8. Gran Jefe Lonoikahaupu de Kauaʻi                       |  |  |  |  |  |  |  |  |  |  |  |  |  |  |  |
|  |                                                           |  |  |  |  |  |  |  |  |  |  |  |  |  |  |  |
|  |                                                           |  |  |  |  |  |  |  |  |  |  |  |  |  |  |  |
|  | 17. Gran Jefa Kuluina de Kauaʻi                           |  |  |  |  |  |  |  |  |  |  |  |  |  |  |  |
|  |                                                           |  |  |  |  |  |  |  |  |  |  |  |  |  |  |  |
|  |                                                           |  |  |  |  |  |  |  |  |  |  |  |  |  |  |  |
|  | 4. Gran Jefe Keawepoepoe de Kauaʻi                        |  |  |  |  |  |  |  |  |  |  |  |  |  |  |  |
|  |                                                           |  |  |  |  |  |  |  |  |  |  |  |  |  |  |  |
|  |                                                           |  |  |  |  |  |  |  |  |  |  |  |  |  |  |  |
|  | 18. Gran Jefe Kaneikauaiwilani de Oʻahu                   |  |  |  |  |  |  |  |  |  |  |  |  |  |  |  |
|  |                                                           |  |  |  |  |  |  |  |  |  |  |  |  |  |  |  |
|  |                                                           |  |  |  |  |  |  |  |  |  |  |  |  |  |  |  |
|  | 9. Princesa Kalanikauleleiaiwi de la Isla de Hawái        |  |  |  |  |  |  |  |  |  |  |  |  |  |  |  |
|  |                                                           |  |  |  |  |  |  |  |  |  |  |  |  |  |  |  |
|  |                                                           |  |  |  |  |  |  |  |  |  |  |  |  |  |  |  |
|  | 19. Reina Keakealaniwahine de la Isla de Hawái            |  |  |  |  |  |  |  |  |  |  |  |  |  |  |  |
|  |                                                           |  |  |  |  |  |  |  |  |  |  |  |  |  |  |  |
|  |                                                           |  |  |  |  |  |  |  |  |  |  |  |  |  |  |  |
|  | 2. Gran Jefe Keʻeaumoku Pāpaʻiahiahe de Kauaʻi            |  |  |  |  |  |  |  |  |  |  |  |  |  |  |  |
|  |                                                           |  |  |  |  |  |  |  |  |  |  |  |  |  |  |  |
|  |                                                           |  |  |  |  |  |  |  |  |  |  |  |  |  |  |  |
|  | 20. Gran Jefe Ma                                          |  |  |  |  |  |  |  |  |  |  |  |  |  |  |  |
|  |                                                           |  |  |  |  |  |  |  |  |  |  |  |  |  |  |  |
|  |                                                           |  |  |  |  |  |  |  |  |  |  |  |  |  |  |  |
|  | 10. Gran Jefe Iama                                        |  |  |  |  |  |  |  |  |  |  |  |  |  |  |  |
|  |                                                           |  |  |  |  |  |  |  |  |  |  |  |  |  |  |  |
|  |                                                           |  |  |  |  |  |  |  |  |  |  |  |  |  |  |  |
|  | 21. Gran Jefa Iwikaualiʻi                                 |  |  |  |  |  |  |  |  |  |  |  |  |  |  |  |
|  |                                                           |  |  |  |  |  |  |  |  |  |  |  |  |  |  |  |
|  |                                                           |  |  |  |  |  |  |  |  |  |  |  |  |  |  |  |
|  | 5. Gran Jefa Kūmaʻaikū                                    |  |  |  |  |  |  |  |  |  |  |  |  |  |  |  |
|  |                                                           |  |  |  |  |  |  |  |  |  |  |  |  |  |  |  |
|  |                                                           |  |  |  |  |  |  |  |  |  |  |  |  |  |  |  |
|  | 22. Gran Jefe Paukei                                      |  |  |  |  |  |  |  |  |  |  |  |  |  |  |  |
|  |                                                           |  |  |  |  |  |  |  |  |  |  |  |  |  |  |  |
|  |                                                           |  |  |  |  |  |  |  |  |  |  |  |  |  |  |  |
|  | 11. Gran Jefa Kahoʻowaha                                  |  |  |  |  |  |  |  |  |  |  |  |  |  |  |  |
|  |                                                           |  |  |  |  |  |  |  |  |  |  |  |  |  |  |  |
|  |                                                           |  |  |  |  |  |  |  |  |  |  |  |  |  |  |  |
|  | 23. Gran Jefa Kalaniulu a Kuihonua                        |  |  |  |  |  |  |  |  |  |  |  |  |  |  |  |
|  |                                                           |  |  |  |  |  |  |  |  |  |  |  |  |  |  |  |
|  |                                                           |  |  |  |  |  |  |  |  |  |  |  |  |  |  |  |
|  | 1. Elizabeth Kaʻahumanu, Regente de Hawái                 |  |  |  |  |  |  |  |  |  |  |  |  |  |  |  |
|  |                                                           |  |  |  |  |  |  |  |  |  |  |  |  |  |  |  |
|  |                                                           |  |  |  |  |  |  |  |  |  |  |  |  |  |  |  |
|  | 24. Gran Jefe Lonohonuakini de Maui                       |  |  |  |  |  |  |  |  |  |  |  |  |  |  |  |
|  |                                                           |  |  |  |  |  |  |  |  |  |  |  |  |  |  |  |
|  |                                                           |  |  |  |  |  |  |  |  |  |  |  |  |  |  |  |
|  | 12. Gran Jefe Kaulahea de Maui                            |  |  |  |  |  |  |  |  |  |  |  |  |  |  |  |
|  |                                                           |  |  |  |  |  |  |  |  |  |  |  |  |  |  |  |
|  |                                                           |  |  |  |  |  |  |  |  |  |  |  |  |  |  |  |
|  | 25. Gran Jefa Kalanikauanakinikani de Hāna                |  |  |  |  |  |  |  |  |  |  |  |  |  |  |  |
|  |                                                           |  |  |  |  |  |  |  |  |  |  |  |  |  |  |  |
|  |                                                           |  |  |  |  |  |  |  |  |  |  |  |  |  |  |  |
|  | 6. Gran Jefe Kekaulikenuiahumanu de Maui                  |  |  |  |  |  |  |  |  |  |  |  |  |  |  |  |
|  |                                                           |  |  |  |  |  |  |  |  |  |  |  |  |  |  |  |
|  |                                                           |  |  |  |  |  |  |  |  |  |  |  |  |  |  |  |
|  | 26. Gran Jefe Umialiloa de Maui                           |  |  |  |  |  |  |  |  |  |  |  |  |  |  |  |
|  |                                                           |  |  |  |  |  |  |  |  |  |  |  |  |  |  |  |
|  |                                                           |  |  |  |  |  |  |  |  |  |  |  |  |  |  |  |
|  | 13. Gran Jefa Papaikaniau de Maui                         |  |  |  |  |  |  |  |  |  |  |  |  |  |  |  |
|  |                                                           |  |  |  |  |  |  |  |  |  |  |  |  |  |  |  |
|  |                                                           |  |  |  |  |  |  |  |  |  |  |  |  |  |  |  |
|  | 27. Gran Jefa Kuʻihewamakawalu de Maui                    |  |  |  |  |  |  |  |  |  |  |  |  |  |  |  |
|  |                                                           |  |  |  |  |  |  |  |  |  |  |  |  |  |  |  |
|  |                                                           |  |  |  |  |  |  |  |  |  |  |  |  |  |  |  |
|  | 3. Gran Jefa NāmāhānaʻiʻKaleleokalani de Maui             |  |  |  |  |  |  |  |  |  |  |  |  |  |  |  |
|  |                                                           |  |  |  |  |  |  |  |  |  |  |  |  |  |  |  |
|  |                                                           |  |  |  |  |  |  |  |  |  |  |  |  |  |  |  |
|  | 28. Gran Jefe Kauauanui a Mahiolole de Kohala             |  |  |  |  |  |  |  |  |  |  |  |  |  |  |  |
|  |                                                           |  |  |  |  |  |  |  |  |  |  |  |  |  |  |  |
|  |                                                           |  |  |  |  |  |  |  |  |  |  |  |  |  |  |  |
|  | 14. Gran Jefe Haʻae Okalani a Mahi de Kohala              |  |  |  |  |  |  |  |  |  |  |  |  |  |  |  |
|  |                                                           |  |  |  |  |  |  |  |  |  |  |  |  |  |  |  |
|  |                                                           |  |  |  |  |  |  |  |  |  |  |  |  |  |  |  |
|  | 29. Princesa Kalanikauleleiaiwi de la Isla de Hawái (= 9) |  |  |  |  |  |  |  |  |  |  |  |  |  |  |  |
|  |                                                           |  |  |  |  |  |  |  |  |  |  |  |  |  |  |  |
|  |                                                           |  |  |  |  |  |  |  |  |  |  |  |  |  |  |  |
|  | 7. Gran Jefa Haʻaloʻu de Kohala                           |  |  |  |  |  |  |  |  |  |  |  |  |  |  |  |
|  |                                                           |  |  |  |  |  |  |  |  |  |  |  |  |  |  |  |
|  |                                                           |  |  |  |  |  |  |  |  |  |  |  |  |  |  |  |
|  | 30. Gran Jefe Kaulahea de Maui (= 12)                     |  |  |  |  |  |  |  |  |  |  |  |  |  |  |  |
|  |                                                           |  |  |  |  |  |  |  |  |  |  |  |  |  |  |  |
|  |                                                           |  |  |  |  |  |  |  |  |  |  |  |  |  |  |  |
|  | 15. Gran Jefa Kalelemauli Okalani de Maui                 |  |  |  |  |  |  |  |  |  |  |  |  |  |  |  |
|  |                                                           |  |  |  |  |  |  |  |  |  |  |  |  |  |  |  |
|  |                                                           |  |  |  |  |  |  |  |  |  |  |  |  |  |  |  |
|  | 31. Gran Jefa Papaikaniau de Maui (= 13)                  |  |  |  |  |  |  |  |  |  |  |  |  |  |  |  |
|  |                                                           |  |  |  |  |  |  |  |  |  |  |  |  |  |  |  |
|  |                                                           |  |  |  |  |  |  |  |  |  |  |  |  |  |  |  |

| Predecesor: Título de nueva creación | Reina consorte de Hawái 1810 – 1819 | Sucesor: Kamāmalu |